# Corthylus columbianus
Corthylus columbianus là một loài bọ cánh cứng trong họ Curculionidae.

## Hình ảnh

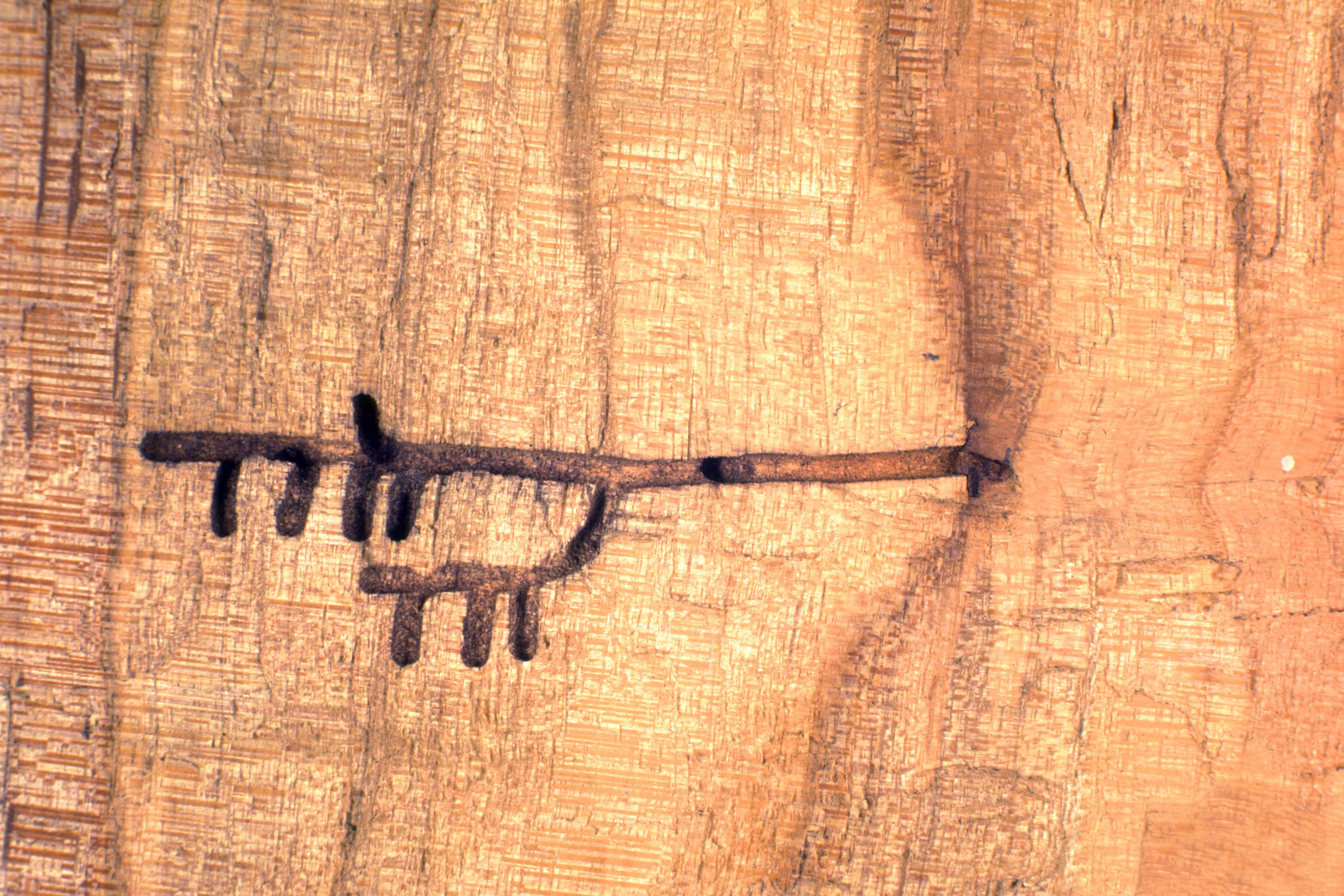
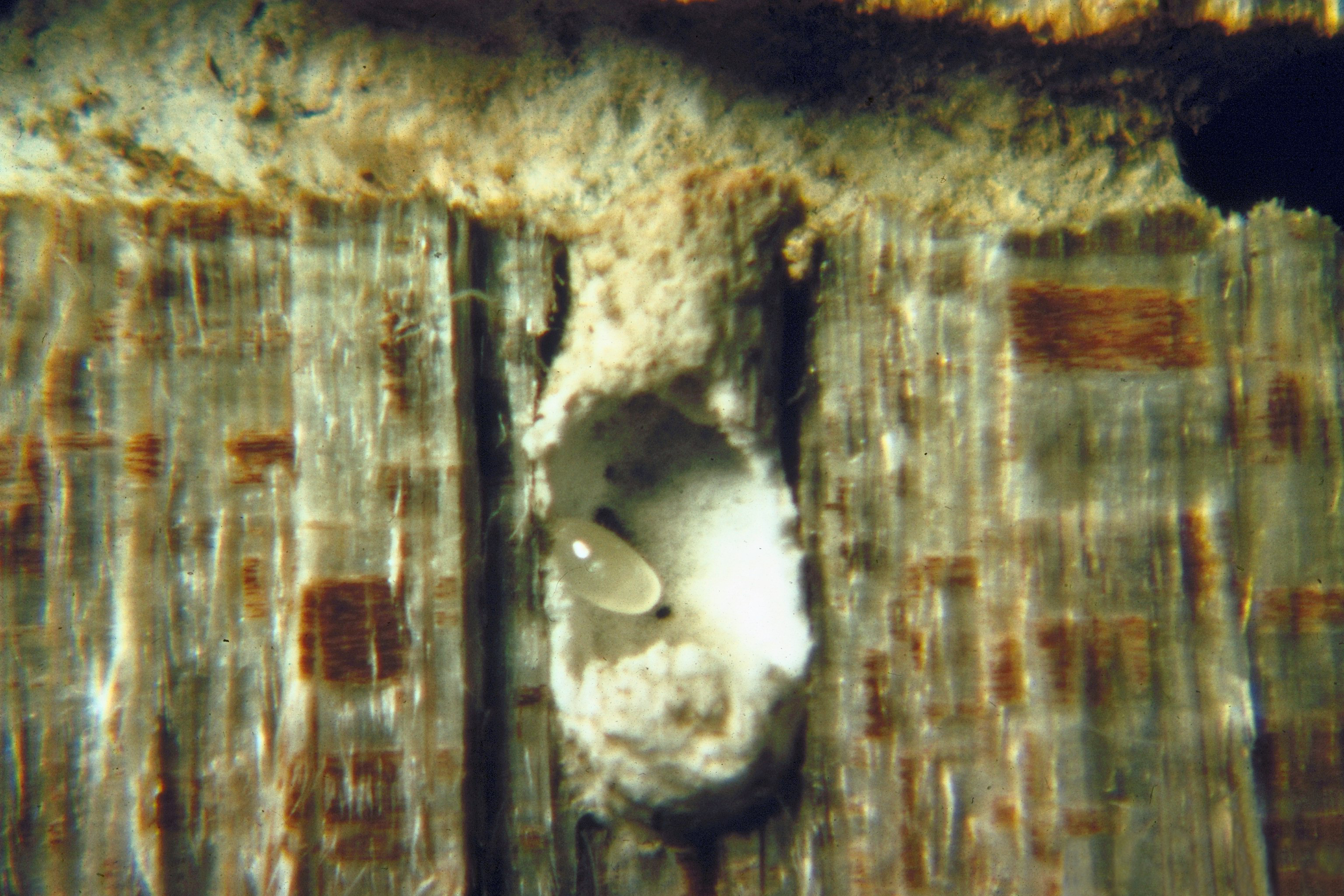